# Bandeira da província da Terra do Fogo, Antártida e Ilhas do Atlântico Sul
A Bandeira da Terra do Fogo, Antártida e Ilhas do Atlântico Sul é um dos símbolos oficiais da Província da Terra do Fogo, Antártida e Ilhas do Atlântico Sul, uma subdivisão da Argentina. Foi criada pela arquiteta argentina Teresa Beatriz Martínez e adotada em 9 de novembro de 1999 após escolha em um concurso público. Cabe destacar que, segundo o governo argentino, esta é a bandeira oficial das Ilhas Malvinas, das Ilhas Geórgia do Sul e Sandwich do Sul, assim como da Antártida Argentina.

## História
Em junho de 1999 foi realizado um concurso público para escolher uma nova bandeira para a província. O desenho vencedor foi o proposto por Teresa Beatriz Martínez, uma arquiteta de Entre Ríos. O desenho foi batizado pela própria autora de "O Albatroz". Após o concurso, através do Decreto Nº 1794 do Governo da Província, em 2 de novembro de 1999, foi aprovado o desenho vencedor do concurso e com a lei N° 458, sancionada no dia 9 do mesmo mês, a bandeira foi adotada, oficializando a mesma.

## Descrição
Seu desenho consiste em um retângulo de proporção largura-comprimento igual 2:3 dividida em três partes. A primeira (do lado do mastro) é laranja; a segunda, central, é branca; a terceira é azul celeste. A parte branca possui a forma de um albatroz em desenho estilizado, que está em posição inclinada da parte superior esquerda para a inferior direita.
A parte laranja é um desenho estilizado da parte argentina da Terra do Fogo. Na parte azul há um cruzeiro do sul crepresentados com estrelas brancas de cinco pontas. A parte inferior do cruzeiro está voltado para o canto inferior direito da bandeira.

## Simbolismo
Cores
As cores azul celeste e branca representam a união da província com o restante do país, pois são as mesmas da bandeira da Argentina. Individualmente, cada cor também tem seu significado:
- O azul representa o mar que cerca a ilha, bem como representa o céu;
- A cor laranja remete ao fogo, nome que foi dado à província.

Elementos
- O desenho estilizado da Terra do fogo representa a parte argentina da referida ilha;
- As cinco estrelas representam as ilha do atlântico sul reclamadas pela Argentina: as Ilhas Órcades do Sul, a ilha Geórgia do Sul, as Rochas Shag (ou Islas Aurora), as Ilhas Sandwich do Sul e as Ilhas Malvinas. além disso representa a localização meridional das mesmas.
- O Albatroz representa a fauna local, e seu voo representa a liberdade.

## Ligações Externas
- Bandera de Tierra del Fuego (em espanhol)
- FOTW - Tierra del Fuego province (Argentina) (em inglês)
- Heráldica Argentina - Provincia Tierra del Fuego (em espanhol)